# Progressione armonica

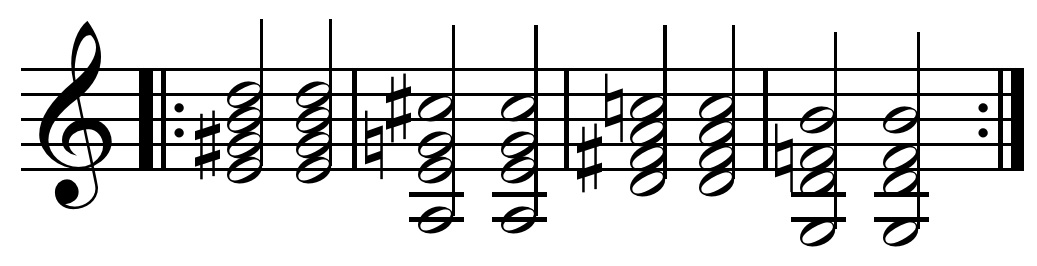
Progressione con catena di settime

Nella teoria musicale, la progressione armonica è un insieme di trasposizioni ascendenti o discendenti di una sequenza di accordi.
Una progressione risulta corretta, secondo le regole dell'armonia di scuola insegnate nei corsi di composizione dei conservatori, se l'armonizzazione e l'agganciamento alla ripetizione successiva sono corretti. Sono cioè giustificate le anomalie armoniche che si verificano durante la progressione.
Le progressioni si suddividono in:
- tonali o modulanti: le prime restano racchiuse nell'ambito di una sola tonalità, mentre le seconde modulano;
- principali o derivate: le prime implicano accordi allo stato fondamentale, mentre nelle seconde almeno un accordo deve essere rivoltato;
- regolari o irregolari: nelle prime le ripetizioni degli accordi sono l'esatta trasposizione diatonica della prima esposizione, mentre nelle seconde non lo sono.

Nel gergo musicale si parla di progressione armonica anche per riferirsi alla struttura armonica di una qualunque progressione.
Talvolta, nella musica moderna si utilizza impropriamente la dicitura progressione armonica per riferirsi a una successione di accordi (per un'errata traduzione dall'inglese chord progression).